# Julio Bracho
Julio Bracho (* 17. Juli 1909 in Victoria de Durango/Bundesstaat Durango; † 26. April 1978 in Mexiko-Stadt) war ein mexikanischer Theater- und Filmregisseur, Drehbuchautor und Schauspieler.

## Leben
Bracho war das neunte von elf Kindern eines wohlhabenden Besitzers einer Textilfabrik. Seine Schwester Guadalupe wurde unter dem Namen Andrea Palmer als Schauspielerin bekannt, sein Bruder Jesús Bracho war als Artdirector an über 100 Filmproduktionen beteiligt. Bracho wuchs ab dem vierten Lebensjahr in Mexiko-Stadt auf. In seiner Jugend studierte er zwei Jahre Medizin, ein Jahr Architektur und zwei Jahre Philosophie und Literaturwissenschaft.
Mit der Schauspielerin Isabela Corona, mit der er zehn Jahre zusammen lebte, und dem Maler Carlos González gründete er das Teatro Orientación, wo er als Bühnenregisseur mit John M. Synges Stück Riders to the Sea (Jinetes hacia el mar, von Juan Ramón Jiménez übersetzt) debütierte. 1931 gründete er die Gruppe Escolares del Teatro, 1933 die Trabajadores del Teatro und 1936 schließlich das Teatro de la Universidad. Hier führte er mit Elena Garro, Margarita Michelena, Tomás Perrín, Carlos López Moctezuma, Carlos Riquelme  und anderen neben Stücken von Aristophanes, Sophokles und Euripides auch zeitgenössische mexikanische Werke wie Mariano Azuelas Los caciques auf.
Seinen ersten Filmauftritt hatte Bracho 1934 in Fred Zinnemanns und Emilio Gómez Muriels Film Redes (Netze). Mit Miguel Zacarías schrieb er 1937 das Drehbuch für den Film Rapsodía mexicana, bei dem Zacarías Regie führte. Als Regisseur debütierte er 1941 mit dem Film ¡Ay, qué tiempos, señor don Simón! nach einem eigenen Drehbuch. Mit dem Film Cantoclaro (1945) gewann er 1947 drei Ariels. Insgesamt wirkte Bracho zwischen 1941 und 1978 an fast fünfzig Filmproduktionen teils als Regisseur, teils als Drehbuchautor und Regisseur mit. 
Zu erwähnen ist sein Film La sombra del caudillo von 1960 nach dem gleichnamigen Roman von Martín Luis Guzmán, der die Umstände des Todes des Revolutionärs und Generals Francisco R. Serrano 1927 behandelt. Der Roman konnte nur in Spanien erscheinen, und der Film, der beim Internationalen Filmfestival Karlovy Vary den Preis für die beste Regie erhielt, wurde nach einer Vorführung vor dem mexikanischen Präsidenten Adolfo López Mateos, seinem Kabinett und Militärvertretern auf Betreiben des Verteidigungsministers Agustín Olachea wegen angeblicher Verunglimpfung des Militärs in Mexiko verboten und wurde dort erst 1990 in der Cineteca Nacional veröffentlicht.